# Amphipholis linopneusti
Amphipholis linopneusti är en ormstjärneart som beskrevs av Sabine Stöhr 2000.
Amphipholis linopneusti ingår i släktet Amphipholis och familjen trådormstjärnor. Inga underarter finns listade i Catalogue of Life.